# Grace Kaufman
Grace Kaufman (sinh ngày 29 tháng 4 năm 2002) là một nữ diễn viên người Mỹ, được biết đến với các vai diễn bao gồm Kate Burns trong sitcom của CBS Man with a Plan (2016–2020), Bronwen trong bộ phim sitcom Bad Teacher của CBS (2014), Ashley Chandler trong loạt phim truyền hình hành động của TNT The Last Ship (2014–2018) và Berry trong Whisker Haven Tales with the Palace Pets của Disney (2015–2018).
Bộ phim điện ảnh đầu tay của Kaufman là Sister  (2014).

## Tiểu sử
Kaufman sinh ra ở Los Angeles, California vào ngày 29 tháng 4 năm 2002. Cha mẹ cô là nam diễn viên David Kaufman và nữ diễn viên Lisa Piccotte, em trai cô là Henry cũng là một diễn viên. Vai diễn đầu tiên của cô là trong vở kịch Meet Me in St. Louis năm 2009 tại Trung tâm Biểu diễn Nghệ thuật Carpenter. Ông nội của cô là người Do Thái, trong khi bà nội của cô là người Công giáo.

## Giải thưởng
Năm 2012, Kaufman nhận giải Nữ diễn viên chính xuất sắc nhất tại Liên hoan phim HollyShorts. Năm 2014, cô đoạt giải Khám phá tại Liên hoan phim Thành phố Traverse.

## Đóng phim
| Năm       | Tiêu đề                        | Vai diễn            | Lưu ý                                        |
| --------- | ------------------------------ | ------------------- | -------------------------------------------- |
| 2012      | Jessie                         | Tanya Weston        | Tập: "A Doll's Outhouse"                     |
| 2013–2016 | Bubble Guppies                 | Deema               | Lồng tiếng chính (mùa 3–4)                   |
| 2013–2018 | Clarence                       | Chelsea Keezheekoni | Lồng tiếng định kỳ; 40 tập                   |
| 2014      | Bad Teacher                    | Bronwen             | Vai chính                                    |
| 2014      | 2 Broke Girls                  | Max hồi trẻ         | Tập: "And the Childhood Not Included"        |
| 2014      | Mickey Mouse Clubhouse         | Chuột Melody        | Lồng tiếng; Tập: "Minnie's Winter Bow Show!" |
| 2014      | Sister                         | Nikki Presser       | Phim điện ảnh; còn được gọi là My Sister     |
| 2014–2018 | The Last Ship                  | Ashley Chandler     | Vai chính                                    |
| 2015–2018 | Whisker Haven                  | Berry               | Lồng tiếng chính (mùa 2–3); 19 tập           |
| 2016–2020 | Man with a Plan                | Kate Burns          | Vai chính, 69 tập (10 credit-only)           |
| 2017      | Shimmer and Shine              | Imma                | Vai chính; tập: "Rainbow Zahramay"           |
| 2017–2019 | Mickey and the Roadster Racers | Chuột Melody        | Lồng tiếng                                   |
| 2019      | Where's Waldo                  | Morna               | Lồng tiếng; tập: "The Strength of Scotland"  |
| 2020–2021 | The Fungies!                   | Champsa, Holk       | Lồng tiếng định kỳ                           |
| 2022      | Resurrection                   | Abbie               |                                              |
| 2022      | Bầu trời ở khắp mọi nơi        | Lennie Walker       |                                              |